# Jazzband Navàs-Súria
La Jazzband Navàs-Súria és una banda de música de jazz de Navàs i Súria, formada per joves (d'entre 12 i 22 anys) i dirigida per en Jordi Pujols. La banda va néixer el 2012 a l'Escola Municipal de Música Josep Maria Castella (de Navàs).
El 2021 enregistraren un disc amb el músic argentí Emilio Solla, guanyador d'un Latin Grammy, que incloïa un tema original compost per l'artista, Rhythm changed. El 2022 tocaren amb la Sant Andreu Jazz Band en un concert a Navàs. Més endavant, el maig de 2023, feren una petita gira per Mallorca i actuaren a Manacor —a l'Associació S'Escat—, a Palma —a la Residència i Centre de Dia Oms de Sant Miqueli— i a Pòrtol (Marratxí), a la Fira d'Entitats organitzada per l'Agrupament Escolta i Guia Soca-Arrel i Espai d'Activitats Musicals Major 82.

## Discografia
- Aprenentatjazz (amb l'Emilio Solla). Enregistrat als estudis barcelonins Medusa Estudio el 2021 i finançat amb la xarxa Verkami.[5]